# Bastarderna i Paradiset
Bastarderna i Paradiset är en svensk-chilensk dramafilm från 2000, producerad, regisserad och skriven av Luis R. Vera. I rollerna ses bland andra Lotta Karlge, Camilo Alanís och Daniel Ojala.

## Om filmen
Inspelningen ägde rum mellan den 21 september och 17 november 1998 i Stockholm (bland annat i Rinkeby och Tensta). Fotograf var Sammy De la Cruz och klippare Leif Eiranson och Antonia Dubravka Carnerud. Musiken komponerades av Daniel Bringert och filmen hade premiär den 17 november 2000 på biografer i Göteborg och Stockholm.
Filmen mottog övervägande negativ kritik.

## Handling
Filmen skildra barndomsvännerna Manuel, Kalle och Lena och deras liv i en förort till Stockholm.

## Rollista (urval)
- Lotta Karlge – Lena
- Camilo Alanís – Manuel Gonzalez
- Daniel Ojala – Kalle
- María E. Cavieres – Adriana Gonzalez, Manuels mor
- Pablo Vera Nieto – Francisco Gonzalez, Manuels far
- Raquel Baez – La Negra
- Freddy Bylund – läraren
- Patricio Zamorano – Raúl Marinetti
- Erik Johansson – Johan Svensson